# جام تهی
جام تُهی نام آلبوم موسیقی است با صدای محمّدرضا شجریان و تنظیم فریدون شهبازیان؛ که در سال ۱۳۸۳، توسط مؤسسه‌های فرهنگی هنری آوای خورشید و راویان هنر شرق منتشر شد. البته این مجموعه سال‌ها پیش از آن، در اوایل دههٔ ۵۰، ساخته و تنظیم شده بود و از برنامهٔ گل‌های تازه با شمارهٔ ۷۷ از رادیو پخش شده بود و با نام «پر کن پیاله را» شناخته می‌شد.
در تاریخ ۵ اردیبهشت ۱۳۹۸ مراسم امضای پوستر و آلبوم «جام تهی» برای کمک به سیل زدگانِ ایران با حضورِ «فریدون شهبازیان»، «حسین علیزاده» و جمعی از هنرمندان برگزار شد.

## شرح
این مجموعه از چهار قسمت تشکیل شده‌است؛ سه قطعه در ماهور و یکی در آواز دشتی. آهنگ‌های آن بر مبنای ملودی‌های قدیمی نوشته شده‌اند؛ و این ملودی‌ها در آن زمان یعنی سال‌های آخر دههٔ ۱۳۴۰ و اوایل ۱۳۵۰ اجراهای فراوان و بی‌کیفیتی داشته‌اند اما همچنان در بین مردم طرفدار داشته‌اند. تنظیم فریدون شهبازیان در آن سال‌ها بسیار نوآورانه بود و پس از آن محل تقلید و الگوبرداری تنظیم‌کنندگان دیگر شد.

### فهرست آهنگ‌ها
۱- جام تهی (پر کن پیاله را) (ماهور)
- شاعر: فریدون مشیری
- خواننده: محمدرضا شجریان
- تکنواز ویولن: حبیب‌الله بدیعی
- موسیقی: فریدون شهبازیان
- گوینده: آذر پژوهش

۲- راپسودی برای سنتور و ارکستر (ماهور)
- تکنواز سنتور: فرامرز پایور
- موسیقی: فریدون شهبازیان (بر مبنای آهنگ ابوالحسن صبا)

۳- راپسودی برای تار و ارکستر (ماهور)
- تکنواز تار: حسین علیزاده
- موسیقی: فریدون شهبازیان (بر مبنای یک ملودی قدیمی)

۴- در کوچه‌سار شب (دشتی)
- شاعر: هوشنگ ابتهاج
- خواننده: محمدرضا شجریان
- موسیقی: فریدون شهبازیان (بر مبنای آهنگ محمدرضا لطفی)

در این اثر که به فرم معمول بقیه آثار برنامهٔ گل‌ها (موسیقی همراه با دکلمهٔ اشعار و به صورت «تصنیف - آواز - تصنیف») اجرا شده‌است، بخش ارکستری شامل مقدمه، تصنیف و بخش پایانی است که در ارکستراسیون آن تأثیرپذیری آهنگساز از آهنگسازان روس به چشم می‌خورد. تأثیری که در بسیاری از کارهای آهنگسازان آن زمان ایران که برای ارکستر قطعه می‌نوشتند نیز مشاهده می‌شود. در این ترکیب ملودی نقش اصلی را ایفا می‌کند و هارمونی همراهی‌کننده ملودی است و شخصیتی مستقل و بارز نمی‌یابد.